# Захарий Радойков
Захарий поп Христов Радойков е български иконописец.

## Биография
Роден е през 1843 г. в Самоков. Учи при баща си поп Христо Радойков. Работи със Захарий Д. Доспевски и Иван Доспевски. В отделни случаи работи и заедно с брат си Васил поп Христов Радойков. Изработва стенописи и икони за църквите „Св. Никола“ в Самоков, селата Кокрина, Крайници и Баланово, Дупнишко, както и за двете Дупнишки църкви – „Св. Богородица“ и „Св. Никола“, за с. Гуцал, Самоковско и за Ихтиман. В църквата „Св. Йоан Предтеча“ в с. Карабунар, Пазарджишко, оставя автопортрет на южна стена, до входа. Изписва няколко икони в Босилеградско, където работи около 1865 – 1867 г. Там той изработва икони за църквите в село Долна Любата, „Св. Никола“ в с. Божица, „Св. Троица“ в с. Извор, в останалите населени места се срещат отделни негови произведения. Умира между 1890 и 1895 г.